# Vieštovė
Vieštovė je řeka na západě Litvy (Telšiaiský kraj) v Žemaitsku na Žemaitijské vysočině. Pramení ve vsi Rapšaičiai, 9 km na jih od okresního města Plungė. Je dlouhá 11 km. Řeka teče zprvu směrem západním, potom se schodovitě stáčí na sever; protéká vsí Vieštovėnai a posléze rybníkem. Na jejím pravém břehu se u samé cesty z Plungė do Kuliů košatí památný dub, pojmenovaný po S. Mingėlovi. Výška dubu je 17 m, obvod kmene 7,5 m. Do řeky Minija se vlévá tekouc směrem severovýchodním na západ pod hradištěm Vieštovėnų piliakalnis jako její levý přítok 132,5 km od jejího ústí do Atmaty.

## Přítoky
- Levé: 2 málo významné přítoky o délce 2,7 km (levý) a 4,2 km (pravý)